# Eruguera de Petit
L'eruguera de Petit (Campephaga petiti) és una espècie d'ocell de la família dels campefàgids (Campephagidae) que habita els boscos del sud-est de Nigèria, sud de Camerun, el Gabon, República del Congo, República Centreafricana, nord-est, est i sud-est de la República Democràtica del Congo, oest d'Uganda i oest de Kenya i nord-oest d'Angola.